# Nederlandse Algemene Danssport Bond
De Nederlandse Algemene Danssport Bond (NADB) is op 9 oktober 1967 opgericht onder de naam Nederlandse Amateur Danssport Bond als fusie van de Amateur Danssport Bond Nederland (ADBN) en de Nederlandse Amateur Dansers Club (NADC). 
De NADB richt zich op het gebied van dans als sport en ontspanningsbezigheid waarbij dans als culturele uiting en bewegen op muziek centraal staat. Het faciliteren van danssport, organisatie van danswedstrijden zowel landelijk als ook internationaal, en kennisbevordering op danssportgebied zijn de doelstellingen van de NADB.
De NADB treedt op als vertegenwoordiger in het Nederlands Olympisch Comité*Nederlandse Sport Federatie (NOC*NSF) en de World DanceSport Federation (WDSF).